# Толкуша (приток Тополевки)
Толкуша — река в Катон-Карагайском районе Восточно-Казахстанской области Казахстана. Длина реки составляет 13 км.
Начинается в треугольнике, образованном лисьей фермой, горой Чесноковкой и вершиной 1691 м. Течёт в северо-восточном направлении по заболоченной безлесной долине, принимает справа и слева 14 коротких ручьёв. Устье реки находится в 4 км по левому берегу реки Тополевка.